# Sardarshahar
Sardarshahar ist eine Stadt im indischen Bundesstaat Rajasthan.
Die Stadt ist Hauptort des Distrikts Churu. Sardarshahar hat den Status einer Municipality. Die Stadt ist in 40 Wards gegliedert. Sie hatte am Stichtag der Volkszählung 2011 95.911 Einwohner, von denen 49.669 Männer und 46.242 Frauen waren. Die Alphabetisierungsrate lag 2011 bei 74,1 % und damit ähnlich dem nationalen Durchschnitt. Hindus bilden mit einem Anteil von ca. 65 % die Mehrheit der Bevölkerung in der Stadt. Muslime bilden mit einem Anteil von ca. 31 % eine Minderheit.
Sardarshahar liegt 285 Kilometer von der Bundeshauptstadt Jaipur und 56 Kilometer vom Distrikthauptquartier Churu entfernt. Es verfügt über ein eigenes RSRTC-Busdepot, das hier seit 1976 in Betrieb ist. Es ist auch über eine Eisenbahnlinie mit Ratangarh verbunden.